# Миле Янакиевски
Миле Янакиевски (на македонска литературна норма: Миле Јанакиевски, Јанакиески) е политик от Северна Македония.

## Биография
Роден е на 18 септември 1978 година в град Прилеп, тогава в Социалистическа Република Македония, днес Северна Македония. Завършва основно и средно образование в родния си град. В периода ноември 2001 – ноември 2002 е съветник в министерството на финансите. По-късно става началник на кабинета на министъра на финансите. През август 2005 става генерален директор на предприятието Водоснабдяване и канализация в Скопие и е председател на Асоциацията за водоснабдяване, канализация и пречистване на градски отпадъчни води. От октомври 2004 до август 2005 е шеф на кабинета на председателя на ВМРО-ДПМНЕ и член на Централния комитет на партията. На 28 август 2006 година става министър на транспорта и комуникации, пост на който остава в шестото, седмото и осмото правителство на Република Македония.